# Lâu đài Bludov
Lâu đài Bludov (tiếng Séc: Bludovský zámek) là một lâu đài mang phong cách kiến trúc Baroque - Phục hưng, tọa lạc ở làng Bludov, huyện Šumperk, vùng Olomoucký, Cộng hòa Séc. Công trình này có tên trong danh sách các di tích văn hóa của Cộng hòa Séc.

## Lịch sử
Ban đầu, một pháo đài được xây dựng ở điền trang Bludov vào thế kỷ 16. Sau trận chiến ở Núi Trắng (1620), khu bất động sản này được chuyển giao cho Kryštof Pavel của Liechtenstein. Ông đã xây dựng lại pháo đài này thành một lâu đài cuối thời Phục hưng. Sau đó, lâu đài được tu sửa lại theo phong cách kiến trúc Baroque. Từ năm 1710, các thành viên gia đình quý tộc Žerotín tiếp quản lâu đài Bludov. Lâu đài từng bị tịch thu trong giai đoạn Thế Chiến thứ hai và trong thời kỳ chế độ cộng sản ở Tiệp Khắc, nhưng sau đó vẫn được trả lại cho gia đình Žerotín.
Hiện nay, gia đình Mornstein-Žerotín đang sinh sống tại lâu đài. Hội trường của lâu đài được sử dụng làm nơi tổ chức lễ cưới và các buổi hòa nhạc cổ điển. Gần lâu đài là một công viên kiểu Anh nổi tiếng với nhiều cây cổ thụ có giá trị; trong đó có một cây bồ đề đã hơn 600 năm tuổi.